# Loterie solară
Loterie solară (1955) (titlu original Solar Lottery) este un roman științifico-fantastic al scriitorului american Philip K. Dick. A fost primul roman publicat al său, cuprinzând multe dintre temele prezente în lucrările ulterioare.

## Intriga
Acțiunea romanului Loterie solară se petrece într-o lume dominată de logică și numere. Bazându-se oarecum pe strategia militară numerică folosită de serviciile inteligente americane și sovietice, conducerea guvernului mondial este aleasă în urma unei loterii sofisticate. În teorie, fiecare persoană are șanse egale de a deveni cea mai puternică persoană de pe Pământ și Maestrul Jocului, conducătorul sistemului loteriei. Acest mod aleator servește ca formă de control social, deoarece fiecărei persoane i se răpește individualitatea.
În același timp, lumii i se oferă un joc în care un asasin încearcă să omoare Maestrul Jocului. Contabilizând și dejucând aceste atentate la viața sa (folosind gărzi telepatice pentru a se apăra), conducătorul câștigă respectul oamenilor. Dacă moare, un nou Maestru al Jocului este selectat aleator.
Acțiunea urmărește povestea lui Ted Bentley, un tânăr muncitor idealist nemulțumit de viața lui. El încearcă să primească o slujbă la biroul Maestrului Jocului Reese Verrick. Fără știrea lui Ted, Verrick părăsește biroul, păcălindu-l să accepte o slujbă al cărei scop este asasinarea noului Maestru al Jocului, Leon Cartwright, în cea mai așteptată "competiție" mondială.
Pentru a trece de rețeaua telepatică de care este protejat Cartwright, Verrick și echipa lui creează un android pe nume Keith Pellig ale cărui acțiuni sunt controlate de la distanță de diferiți oameni (și diferite minți). O parte a acțiunii, centrată pe încercarea de asasinat a lui Pellig se dovedește a fi cel mai incitant și inteligent element al romanului. În cele din urmă, Cartwright îl ucide pe Verrick, iar Bentley devine noul Maestru al Jocului.
O intrigă secundară se focalizează pe un grup de adepți ai lui Leon Cartwright care călătoresc către marginile sistemului solar în căutarea lui John Preston, idolul unui cult misterios, despre care se crede că ar trăi pe nevăzuta a zecea planetă. Această acțiune pare a avea, totuși, doar o legătură minoră cu narațiunea principală.

## Istoria publicării
Dick a terminat manuscrisul Loteriei solare în martie 1954. În decembrie, la cererea editorului de la Ace Books, Donald Wollheim, a terminat o primă revizuire a lui, eliminând șase pasaje a aproximativ zece mii de cuvinte și adăugând probabil șapte mii. Între timp, cartea a fost vândută unui editor din Marea Britanie, unde a apărut cu titlul World of Chance. Versiunea cuprindea pasajele eliminate de Dick la cererea editorului american, dar fusese modificată extensiv de editorul britanic, eliminându-i-se complet adjectivele. A se vedea "What the Quizmaster Took: Solar Lottery și World of Chance: A Comparison", de Gregg Rickman, în The Philip K. Dick Society Newsletter, numerele 19-22.
Loterie solară a fost publicată de Ace Books în mai 1955, ca una dintre jumătățile unei cărți duble, împreună cu The Big Jump de Leigh Brackett.

## Traduceri în limba română
- 1992-93 - Loterie solară, CPSF nr. 492-496, traducere Anca Răzuș
- 1994 - Loterie solară, Ed. Știință și Tehnică, traducere Anca Răzuș, 222 pag., ISBN 973-96236-3-8